# Télérama
Télérama is een wekelijks verschijnend Frans cultureel tijdschrift en radio- en televisiegids. De naam is een samentrekking van een eerdere titel: Télévision-Radio-Cinéma. De redactie is gevestigd in Parijs. Het blad bezit tevens een radiostation onder dezelfde naam.

## Geschiedenis
Télérama werd in 1947 opgericht als nevenuitgave van het bestaande blad Témoignage chrétien. De oprichter was de katholieke journalist Georges Montaron, die het tijdschrift een duidelijk christelijke signatuur gaf. De eerste aflevering verscheen op 2 februari 1947 en bevatte onder andere een recensie van de film Arsenic and Old Lace. Het blad heette aanvankelijk Radio-Loisirs, vanaf 1950 Radio-Cinéma-Télévision, vanaf 1958 Télévision-Radio-Cinéma en heet vanaf 1960 Télérama.

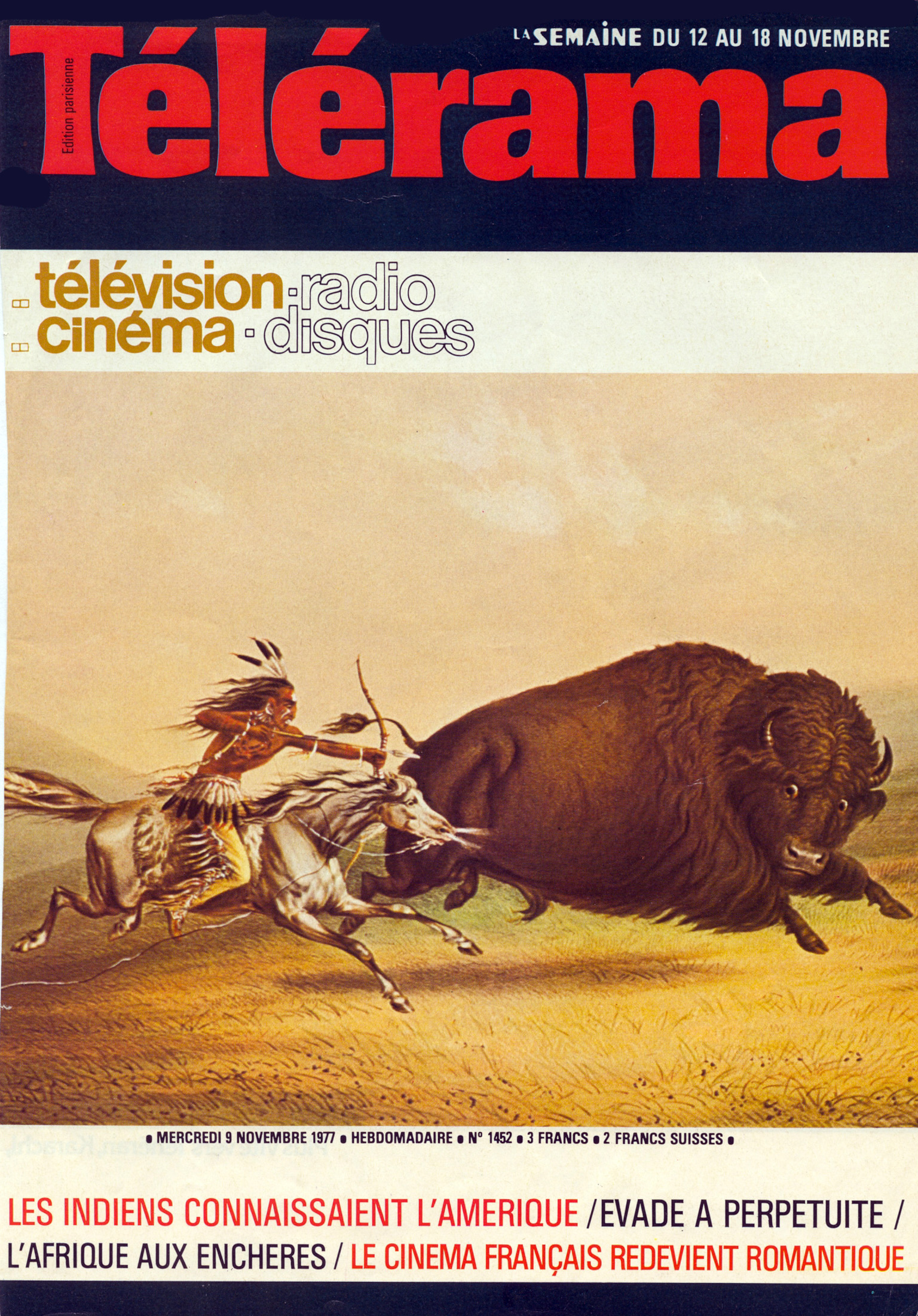
Omslag van Télérama, 12 t/m 18 november 1977

In 1955 bedroeg de oplage 75.000 exemplaren. In 1976 nam Télérama het concurrerende La Semaine Radio Télé over, dat niet in staat was gebleken om van het radiotijdperk over te stappen naar het televisietijdperk. In 1994 bedroeg de betaalde oplage 599.192 exemplaren: het weekblad was toen het best verkopende tijdschrift in Frankrijk, vóór L'Express, Le Nouvel Obs en Le Point. In 2002 bereikte de oplage 749.200 exemplaren (waarvan 652.785 betaald), waarmee Télérama een van de vijftig bestverkochte televisietijdschriften ter wereld was. Daarna zette een sterke daling in. In 2010 zakte de oplage voor het eerst in vele jaren onder de 700.000; in 2016 onder de 600.00; in 2020 onder de 500.000.
Bekende journalisten en schrijvers die aan het blad hebben meegewerkt of nog meewerken zijn: Henriette Bichonnier, Patrick Brion (filmcriticus), Emmanuel Carrère, Aurélien Ferenczi, Michèle Gazier, Pierre Lepape, Pierre Murat, Alain Rémond en Jacques Siclier. Een van de voormalige medewerkers was de cartoonist Stéphane Charbonnier, beter bekend als Charb, die op 7 januari 2015 om het leven kwam bij de aanslag op Charlie Hebdo.
In 2019 werden twee medewerkers van het blad, Aurélien Ferenczi en Emmanuel Tellier, na intern onderzoek ontslagen op beschuldiging van seksistisch gedrag en intimidatie. De twee vochten hun ontslag aan en de affaire maakte veel los in de Franse pers. In 2021 werd Télérama veroordeeld tot het betalen van 90.000 euro schadevergoeding aan Tellier wegens "ontslag zonder echte en ernstige reden". Het blad ging tegen de uitspraak in beroep.
Het tijdschrift wordt uitgegeven door Publications de la Vie catholique (PVC), tot 2001 eigendom van het mediaconcern Hachette Filipacchi, waarna het werd overgenomen door Quebecor World Inc. Sinds 2003 is het onderdeel van Groupe Le Monde.

## Profiel
Het katholieke imago hield vrij lang stand. Pas in 1994 werden de zwarte vierkantjes afgeschaft, de aanduiding bij bepaalde films dat deze door de Centrale catholique de cinéma waren bestempeld als ongeschikt voor katholieken. Op de maandelijkse overzichtspagina van de beste films verdwenen deze pas in 2009. In de jaren negentig stond het blad bekend als links-katholiek, later als "bobo écolo", waarbij 'bobo' staat voor bourgeois-bohème en 'écolo' voor milieubewust.
Het blad wordt wekelijks op woensdag uitgegeven door Publications de la Vie catholique. De primaire inhoud bestaat uit televisie- en radioprogramma's, maar het tijdschrift publiceert ook film-, theater-, muziek- en boekrecensies, evenals coverstories en achtergrondartikelen van algemeen cultureel belang. Bijzonder zijn de "T's", de vijf kwalificaties die aan films, boeken, muziekuitgaven en dergelijke worden toebedeeld, waarbij elke kwalificatie is voorzien van een cartoonesk meisjesgezicht ("Pénélope", ontworpen door Pénélope Bagieu) dat in meer of mindere mate vrolijk kijkt:
- -: "Hélas" (helaas; slecht)
- T: "Bof" (tja)
- TT: "Bien" (goed)
- TTT: "Très Bien" (zeer goed)
- TTTT: "Bravo"

Het hoofdkantoor van Télérama is gevestigd aan de rue Saint-Dominique in het 7e arrondissement van Parijs. De huidige hoofdredacteur is Valérie Hurier, die in december 2022 Fabienne Pascaud opvolgde.
- Bibliothèque nationale de France: cb34430077t (data)